# Цховребов, Григорий Иванович
Григорий Иванович Цховребов (15 января 1924, село Мсхлеби, Джавский район, Юго-Осетинская автономная область — 2 августа 2003, Самарканд) — советский лётчик, командир самолёта Узбекского управления гражданской авиации, Герой Социалистического Труда (1980).

## Биография
В ноябре 1940 года по спецнабору поступил в аэроклуб Цхинвали. По окончании аэроклуба в апреле 1941 года был направлен в Кировобадскую школу военных лётчиков. В ноябре 1941 года, после расформирования школы, был переведен в Борисоглебскую Краснознаменную авиационную школу пилотов имени В. П. Чкалова. С ноября 1943 года обучался в школах пилотов в Телави и Армавире. С сентября 1945 года работал пилотом самолёта По-2 в 239-м авиационном отряде в Нукусе. В сентябре 1949 года прошёл переподготовку на второго пилота самолёта Ли-2, в 1952 году переучился на самолёт Ан-2. С 1954 года работал командиром звена Самаркандского объединённого отряда Узбекского управления гражданской авиации, с 1961 года — рядовым пилотом. В июле 1983 года перешёл в 436-й лётный отряд, с октября 1985 года — на пенсии.
Скончался 2 августа 2003 года, похоронен на военном кладбище Самарканда.

## Награды
- Герой Социалистического Труда с вручением ордена Ленина и золотой медали «Серп и Молот» (1980)
- Орден Октябрьской Революции (1971)
- Орден Трудового Красного Знамени (1965)
- Государственная премия СССР (1979)